# Neofundamentalismus (Islam)

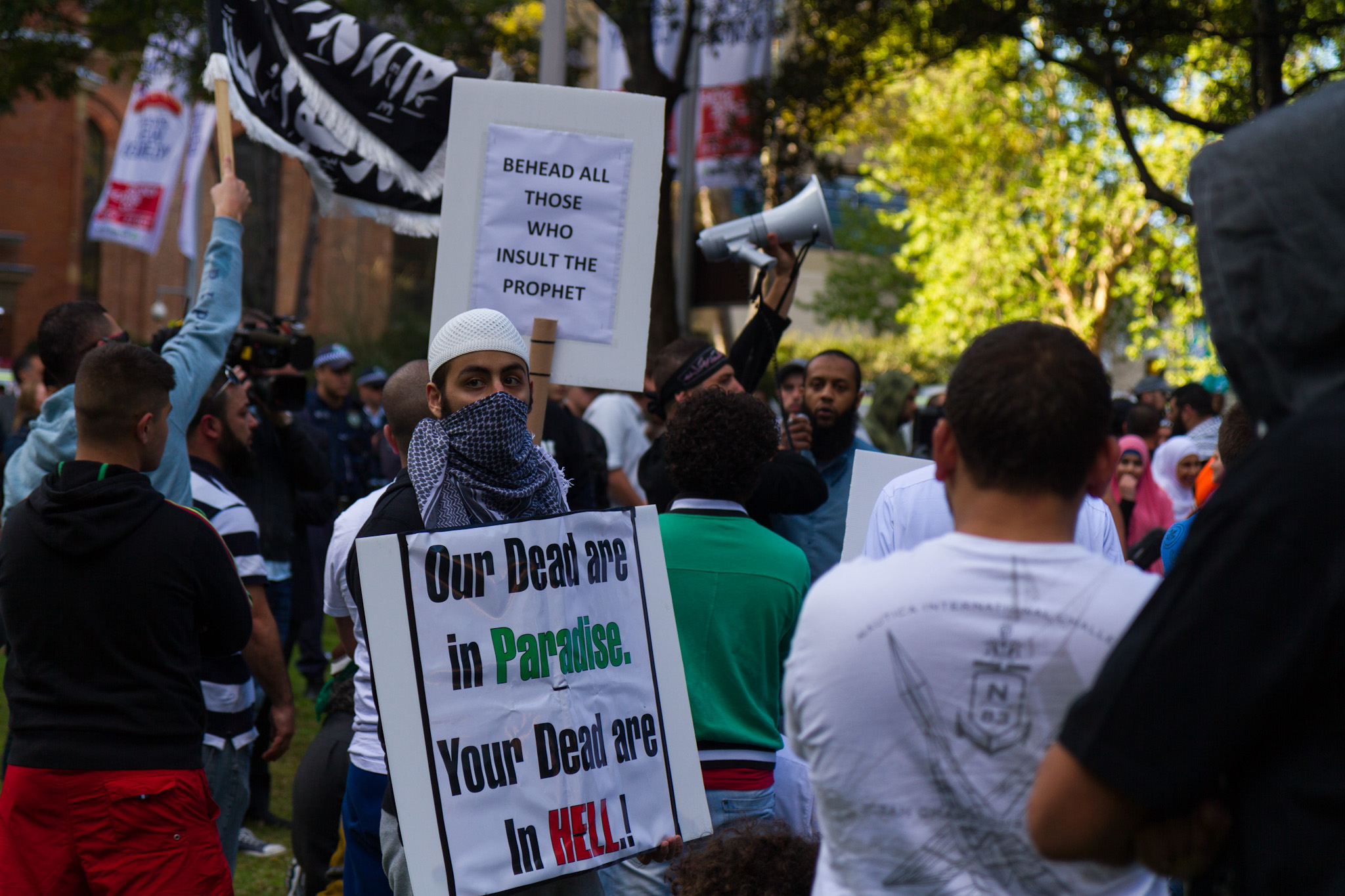
Islamische Fundamentalisten 2012 im Hyde-Park von Sydney mit dem Plakat “Köpft alle, die den Propheten beleidigen” (behead all those who insult the Prophet) und “Unsere Toten sind im Paradies, eure Toten sind in der Hölle” (Our dead are in Paradise. Your dead are in HELL!)

Neofundamentalismus ist eine Bezeichnung für einen Zweig des Islamismus, der die Scharia in der Gesellschaft durchsetzen möchte. 
Der Begriff wurde von dem französischen Politikwissenschaftler Olivier Roy (* 1949) geprägt. Roy sieht in den verschiedenen islamistischen Bewegungen einen Trend in Richtung Neofundamentalismus. Während der klassische Islamismus eine politische Revolution herbeiführen wollte, um einen islamischen Staat (etwa nach dem Vorbild Iran) zu errichten, erstreben Neofundamentalisten vor allem eine Änderung der sozialen, kulturellen und gesellschaftlichen Rahmenbedingungen.

## Gründe für die Entstehung des Neofundamentalismus
Nachdem die islamische Revolution im Iran als Vorbild für einen islamischen Staat in der sunnitischen Welt keinen Erfolg hatte, konstatiert Olivier Roy für die 1980er Jahre, dass der politische Islam allmählich sein Hauptziel, die Gründung des islamischen Staates, aufgebe. Ein Grund dafür sei die Vergeblichkeit sowohl von terroristischen als auch revolutionären Versuchen, die islamische Welt auf solche Weise zu verändern. Die strikten Moralvorstellungen, die der Neofundamentalismus predige, übten Anziehungskraft aus. Zudem begünstige der saudi-arabisch geprägte Wahhabismus eine strikt konservative Strömung und finanziere dementsprechende Projekte. Eine unterstützende Organisation hierfür sei die Muslim World League.

## Merkmale des Neofundamentalismus
Das wichtigste Merkmal des Neofundamentalismus ist, dass eine Islamisierung von unten stattfinden soll im Gegensatz zu einer staatlichen Islamisierung von oben. 
Dies geschieht dadurch, dass islamisches Verhalten in den Alltag einziehen soll, besonders bezüglich der Moralvorstellungen und rituellen Vorschriften. Kennzeichen dessen sind das Verbot von Alkohol, Pornografie, Glücksspiel, Drogen, Musik, Tanz, Kinos und Cafés. Stattdessen werden puritanische islamisierte Zonen geschaffen. Beispiele sind die FIS in Algerien, Asyut in Ägypten, Tadschikistan, Erzurum in der Türkei, die Taliban in Afghanistan und auch einige muslimische Immigranten im Vereinigten Königreich.
Ein weiterer wichtiger Punkt ist die Rolle der Frau. Während im politischen Islam, etwa in Iran, die Frau aktiv am öffentlichen Leben teilnimmt, solange sie nur verschleiert ist, verbietet der Neofundamentalismus den Frauen selbständige Arbeit, das Recht zur Teilnahme an Wahlen sowie die Koedukation während der schulpflichtigen Ausbildung und fordert von ihnen zu Hause zu bleiben.

## Weitere Unterschiede zum politischen Islamismus
Während herkömmliche Islamisten eine Brücke zwischen der westlichen Moderne und dem Islam zu schlagen versuchen, lehnen Neofundamentalisten alles Westliche und/oder Moderne strikt ab. Dies ist besonders deutlich erkennbar an ihrer traditionellen Kleidung sowie an der feindlichen Haltung gegenüber Musik und technologischen Errungenschaften. 
Insofern ist es nicht verwunderlich, dass es keine intellektuellen Vordenker für diese Strömung gibt, wie es bei der Salafismus-Bewegung der Fall ist.
Ein Kennzeichen des Islamismus war die Ablehnung des Sufismus und des Volksislam, wohingegen die neofundamentalistische Ideologie auch diese für sich vereinnahmt und radikalisiert.

## Bibliografie
- Claus Leggewie: Der Islam im Westen: Zwischen Neo-Fundamentalismus und Euro-Islam. In: Jörg Bergmann, Alois Hahn und Thomas Luckmann (Hrsg.): Religion und Kultur. Opladen 1993. S. 271–291.
- Kunal Mukherjee: Islamism and neo-fundamentalism. In: Rosemary Durward and Lee Marsden (ed.): Religion, conflict, and military intervention. Farnham: Ashgate 2009, S. 17–31.
- Sophia Rost: Ein demokratischer Weg aus dem Terrorismus im Westen: islamistischer Terrorismus, Neofundamentalismus, politische Öffentlichkeiten und die globale Zivilgesellschaft. Berlin : LIT, 2009.
- Olivier Roy: Der islamische Weg nach Westen. Globalisierung, Entwurzelung und Radikalisierung. Pantheon, München 2006, ISBN 3-570-55000-1.
- Olivier Roy: The Failure of Political Islam. Reprinted edition. Tauris, London u. a. 1999, ISBN 1-85043-880-3.